# Avengers (komiks)
Avengers (pol. Mściciele) – fikcyjna grupa superbohaterów ze świata Marvel Comics. Zostali stworzeni przez Stana Lee i Jacka Kirby’ego i zadebiutowali w The Avengers #1 we wrześniu 1963 roku, jako odpowiedź na trend drużyn superbohaterów, zapoczątkowany przez Justice League, wydawnictwa DC. 20 października 2010, na podstawie komiksu stworzony został serial Avengers: Potęga i moc.
W pierwszym składzie drużyny znajdowali się  Tony Stark/Iron Man, Ant-Man (Dr. Henry Pym), Wasp (Janet Van Dyne), Thor oraz  Hulk. W numerze czwartym do składu dołączył, odnaleziony przez drużynę,  Kapitan Ameryka.  Znakiem rozpoznawczym grupy stały się częste zmiany składu, natomiast nigdy nie zmienił się motyw przewodni komiksu, czyli walka z „wrogiem, którego nie jest w stanie pokonać pojedynczy superbohater”.

## Historia publikacji
Komiks The Avengers  zadebiutował na rynku we wrześniu 1963 roku, wykorzystując już istniejących bohaterów, stworzonych głównie przez scenarzystę i edytora Stana Lee oraz rysownika Jacka Kirby’ego. Seria wydawana była  jako dwumiesięcznik do numeru 6 (lipiec 1964), a następnie jako miesięcznik do numeru 402 (wrzesień 1996). Pomiędzy 1996 a 2004 rokiem Marvel  trzy razy odnawiał serię, pierwszy raz w 1996 roku, tworząc Avengers vol. 2. Tytuł ten kontynuowano przez 13 numerów, aż do października 1997 roku. Kolejny raz, serię odnowiono w lutym 1998 roku, komiksem Avengers vol. 3.  Ta seria kontynuowana była przez 84 numery, do sierpnia 2004 roku. Od września 2004 roku powrócono do starej serii i oryginalnej numeracji, nadając numerowi wrześniowemu  numer 500. Serię zamknięto w grudniu 2004. Od roku 2005  Marvel wypuścił na rynek kilka serii z Avengers  w tytule, serie te zakończono w roku 2010, rozpoczynając tym samym, trwającą do teraz serię Avengers vol. 4.

## Filmy
W maju 2012 roku do kin trafił film Avengers luźno oparty na komiksie, a 3 lata później – jego sequel. W 2018 roku wyszło Avengers: Infinity War, a rok później  – Avengers: Endgame.

## Komiksy wydane w Polsce
| Tytuł polski                                      | Tytuł angielski                                  | Zawartość | Wydawnictwo              | Uwagi |
| ------------------------------------------------- | ------------------------------------------------ | --- | ------------------------ | --- |
| Avengers: Nadejście Avengers                      | Avengers: The coming of the Avengers             | Avengers #1 | Hachette                 | Część zawartości Początków Marvela: Lat sześćdziesiątych, a także dodatek do Avengers z Superbohaterów Marvela. |
| Avengers: Kapitan Ameryka dołącza do... Avengers! | Avengers: Captain America joins... the Avengers! | Avengers #4 | Hachette                 | Część zawartości Początków Marvela: Lat sześćdziesiątych                                                        |
| Avengers: Wszystko się zmienia                    | Avengers: The old order changeth                 | Avengers #16 | Hachette                 | Dodatek do Hawkeye'a z Superbohaterów Marvela.                                                                  |
| Avengers: Narodziny Ultrona                       | Avengers: Birth of Ultron                        | Avengers #54–60 i Avengers Annual #2                                                                                         | Hachette                 | W rzeczywistości są to 4 2-zeszytowe historie.                                                                  |
| Avengers: Moc Babel!                              | Avengers: The power of Babel!                    | Avengers #125 | Hachette                 | Część zawartości Życia i Śmierci Kapitana Marvela.                                                              |
| Wojna Avengers z Defenders                        | Avengers: Defenders war                          | Avengers #115-118 i Defenders #8-11                                                                                          | Hachette                 | Wewnątrz zbioru znajduje się tytuł Avengers: Wojna z Defenders.                                                 |
| Avengers: Saga o Korvacu                          | Avengers: Korvac Saga                            | Thor Annual #6, Avengers #167-168 i 170-177                                                                                  | Hachette                 | |
| Avengers: Na zawsze                               | Avengers: Forever                                | Avengers: Forever #1–12 | Hachette                 | W Polsce komiks został wydany w dwóch tomach.                                                                   |
| Ultimates: Superludzie                            | Ultimates: Super-Human                           | Ultimates #1–6 | Egmont Polska i Hachette | Komiks o Avengers ze świata Ultimate.                                                                           |
| Ultimates: Bezpieczeństwo ojczyzny                | Ultimates: Homeland Security                     | Ultimates #7–13 | Hachette                 | Kontynuacja Superludzi.                                                                                         |
| Avengers: Ultron Bez Ograniczeń                   | Avengers: Ultron Unlimited                       | Avengers (vol. 3) #0 oraz #19-22                                                                                             | Hachette                 | Główna część Avengers z Superbohaterów Marvela.                                                                 |
| Avengers: Impas                                   | Avengers: Standoff                               | Avengers (vol. 3) #61–63, 76, Thor (vol. 2) #58 i Iron Man (vol. 3) #64                                                      | Hachette                 | Oryginalne wydanie nie zawiera Avengers #61, ale w jego skład wchodzi #64.                                      |
| Avengers: Upadek Avengers                         | Avengers: Disassabled                            | Avengers #500–503 i Avengers Finale                                                                                          | Mucha Comics i Hachette  | Wydawnictwo Mucha Comics opublikowało ten zbiór pod oryginalnym, angielskim tytułem.                            |
| New Avengers: Ucieczka                            | New Avengers: Break Out                          | New Avengers #1–6 | Mucha Comics i Hachette  | Na podstawie zeszytów #1-3 stworzono 2-częściową historię z Avengers: Potęga i moc – Narodziny Mścicieli.       |
| New Avengers: Sentry                              | New Avengers: Sentry                             | New Avengers #7–10 | Mucha Comics             | |
| New Avengers: Kłamstwa i tajemnice                | New Avengers: Secrets and Lies                   | New Avengers #10–15 i wstęp do Giant-Size Spider-Woman #1                                                                    | Mucha Comics             | |
| New Avengers: Kolektyw                            | New Avengers: The Collective                     | New Avengers #16–20 i New Avengers Annual #1                                                                                 | Mucha Comics             | Oryginalne wydanie nie zawiera New Avengers Annual #1.                                                          |
| New Avengers: Wojna domowa                        | New Avengers: Civil War                          | New Avengers #21–25 | Mucha Comics             | Opowieść powiązana z główną historią pt. Wojna domowa.                                                          |
| Pierwsi Avengers                                  | Avengers: Prime                                  | Avengers: Prime #1–5 | Hachette                 | |
| Secret Avengers: Misja na Marsa                   | Secret Avengers: Mission To Mars                 | Secret Avengers #1–5 | Hachette                 | |
| Avengers: Dziecięca Krucjata                      | Avengers: The Children's Crusade                 | Avengers: The Children's Crusade #1-9, Avengers: The Children's Crusade – Young Avengers #1 oraz fragment Uncanny X-Men #526 | Hachette                 | Historia kontynuująca wątki z Rodu M.                                                                           |
| Avengers: Świat Avengers                          | Avengers: Avengers World                         | Avengers (vol. 5) #1–6 | Egmont Polska            | Komiks wydany w ramach kolekcji Marvel Now.                                                                     |
| Uncanny Avengers: Czerwony Cień                   | Uncanny Avengers: The Red Shadow                 | Uncanny Avengers #1-5 | Egmont Polska            | Komiks wydany w ramach kolekcji Marvel Now.                                                                     |
| New Avengers: Wszystko umiera                     | New Avengers: Everything Dies                    | New Avengers (vol. 3) #1–6                                                                                                   | Egmont Polska            | Komiks wydany w ramach kolekcji Marvel Now.                                                                     |
| Avengers: Ostatnie białe zdarzenie                | Avengers: The Last White Event                   | Avengers (vol. 5) #7–11 | Egmont Polska            | Komiks wydany w ramach kolekcji Marvel Now.                                                                     |
| Avengers: Wojna bez końca                         | Avengers: Endless Wartime                        | Avengers: Endless Wartime | Egmont Polska            | Powieść graficzna, która nie składa się z zeszytów; komiks wydany w ramach kolekcji Marvel Now.                 |
| Uncanny Avengers: Bliźnięta Apokalipsy            | Uncanny Avengers: The Apocalypse Twins           | Uncanny Avengers #6-11 i #8AU                                                                                                | Egmont Polska            | Komiks wydany w ramach kolekcji Marvel Now.                                                                     |
| Avengers: Preludium nieskończoności               | Avengers: Prelude To Infinity                    | Avengers (vol. 5) #12–17 | Egmont Polska            | Komiks wydany w ramach kolekcji Marvel Now.                                                                     |
| Avengers: Nieskończoność                          | Avengers: Infinity                               | Avengers (vol. 5) #18-23 | Egmont Polska            | Komiks wydany w ramach kolekcji Marvel Now.                                                                     |
| New Avengers: Nieskończoność                      | New Avengers: Infinity                           | New Avengers (vol. 3) #7-12                                                                                                  | Egmont Polska            | Komiks wydany w ramach kolekcji Marvel Now.                                                                     |